# Савельєв Борис Олександрович
Борис Олександрович Савельєв (1947, Чернівці, УРСР, СРСР) — радянський фотограф родом із України. Після повномасштабного вторгнення Росії в Україну виїхав разом із своєю дружиною до Мадриду (Іспанія), а потім до міста Віго.

## Життєпис
Народився 1947 року у місті Чернівці. Від 1966 року живе у Москві. Фотографією почав цікавитись 1963 року. У 1972 році закінчив Московський авіаційний інститут. Від 1972 до 1983 року працював інженером. Від 1982 року працював як «позаштатний фотограф» для деяких видавництв у СРСР та за кордоном. Від 1980 року зацікавився кольоровою фотографією. Фотографії друкує вручну, використовуючи і традиційні, і альтернативні (платина, гумміарабік, літ) способи.

## Колекції, де зберігаються роботи
- Державна Третьяковська галерея, Москва.
- Державний Російський музей, Санкт-Петербург.
- Московський будинок фотографії[ru], Москва.
- Державний музей «Художня Галерея», Калінінград.
- Галерея мистецтв Коркоран, Вашингтон.
- Балтиморський музей мистецтв, Балтимор.
- DG Банк Франкфурт Німеччина.
- Музей мистецтв Нью-Мексико[en], Санта-Фе.
- Саарський музей, Саарбрюкен.
- Державна галерея Штутгарта.
- Художній музей[ru], Котбус.
- Галерея m Bochum, Бохум.
- Calcografie Nacional, Мадрид.
- Factum Arte[en], Мадрид.
- Вуппертальський гірничий університет[en], Вупперталь.
- Музей сучасного мистецтва, Сан-Франциско.

## Персональні виставки
- 1978 — редакція журналу «Советское Фото», Москва.
- 1979 — Музей фотографії. Каунас, Литва.
- 1981 — Музей фотографії. Шяуляй, Литва.
- 1992 — Державна Третьяковська галерея, Москва, Росія.
- 1993 — Музей фотоколекцій, Москва.
- 1994 — Державний музей «Художня галерея», Калінінград.
- 1995 — галерея «m Bochum», Бохум, Німеччина.
- 1996 — музей Saarland, Саарбрюкен, Німеччина.
- 1997 — Державний Російський музей, Санкт-Петербург, Росія.
- 1999 — «ifa-Galerie» Бонн, Німеччина.
- 2000 — «ifa-Galerie» Берлін, Німеччина
- 2000 — Kunsthaus, Дрезден, Німеччина.
- 2000 — Державний музей мистецтв, Котбус, Німеччина
- 2000 — Школа мистецтв, Лер, Німеччина.
- 2001 — галерея Anahita, Санта-Фе, США.
- 2001 — Московський будинок фотографії.
- 2002 — Державна Третьяковська галерея.
- 2003 — «Fine Art Gallery», Вуппертальський університет, Німеччина.
- 2003 — галерея Anahita, Санта-Фе, США.
- 2004 — «КВАДРАТИ. 1974—1984», галерея ФотоСоюз, Москва.
- 2004 — «City no time», Московський музей сучасного мистецтва[ru].
- 2006 — «La nostalgia di uno squardo perduto», Палаццо Маньяні, Реджо-нель-Емілія, Італія.
- 2006 — «Квадрати. 1974—1984», державний музейно-виставковий центр РОСФОТО, Санкт-Петербург.
- 2007 — «31 Years», Guereta Gallery, Мадрид.
- 2009 — Michael Hoppen Gallery, Лондон.
- 2011 — Clair Gallery, Мюнхен.
- 2011 — Michael Hoppen Gallery, Лондон.

## Групові виставки
- 2015 — «New Arrivals: Late 20th-Century Photographs from Russia & Belarus», Балтиморський музей мистецтв

## Авторська книга
- Boris Savelev, «Secret City», Thames&Hudson, Лондон, 1988

## Основні публікації
- 1978 — журнал «Советское Фото»
- 1979 — журнал «Советское Фото»
- 1984 — «Російське мистецтво в українських музеях», Mistectvo, Київ
- 1985 — журнал «Советское Фото»
- 1985 — журнал «Foto», НДР
- 1986 — D. Mrazkova & V. Remes «Another Russia», Thames&Hudson, Лондон
- 1986 — Cheskoslovenska fotografie
- 1986 — Creative Camera, Лондон
- 1988 — книга Taneli Escola & Hannu Eerikainen «Toisinnakijat», Гельсінкі
- 1989 — журнал Aperture[en], «Photostrojka» Нью-Йорк, США
- 1991 — книга «Changing Reality», Starwood Publishing, Inc.
- 1993 — «Uber die grosen Stadte», Bildende Kunst, (NGBK[de])
- 1995 — Contemporary Photographers, SJpress, Лондон
- 1999 — Momente der dauer, Бонн
- 1999 — Hot Shue, Лондон
- 2000 — Bauwelt, Берлін; Бреннпанкт Мег, Берлін; PhotoNow, Берлін; PhotoNews, Гамбург
- 2001 — «Madrid torno ель-Sol», Цифрове портфоліо, Calcografia National, Мадрид
- 2003 — Stationen des Augenblicks, Університет Вупперталя, Німеччина
- 2003 — Factum-arte, Мадрид
- 2005 — de Fotograaf magazine/Portfolio Amsterdam
- 2006 — «La nostalgia di uno squardo perduto», Skira[en], Мілан

## Тексти Бориса Савельєва
- FOTO-VIDEO. - 2004. - № 6. Борис Савельєв . Про В'ячеслава Тарновецького